# Оборона Модлина

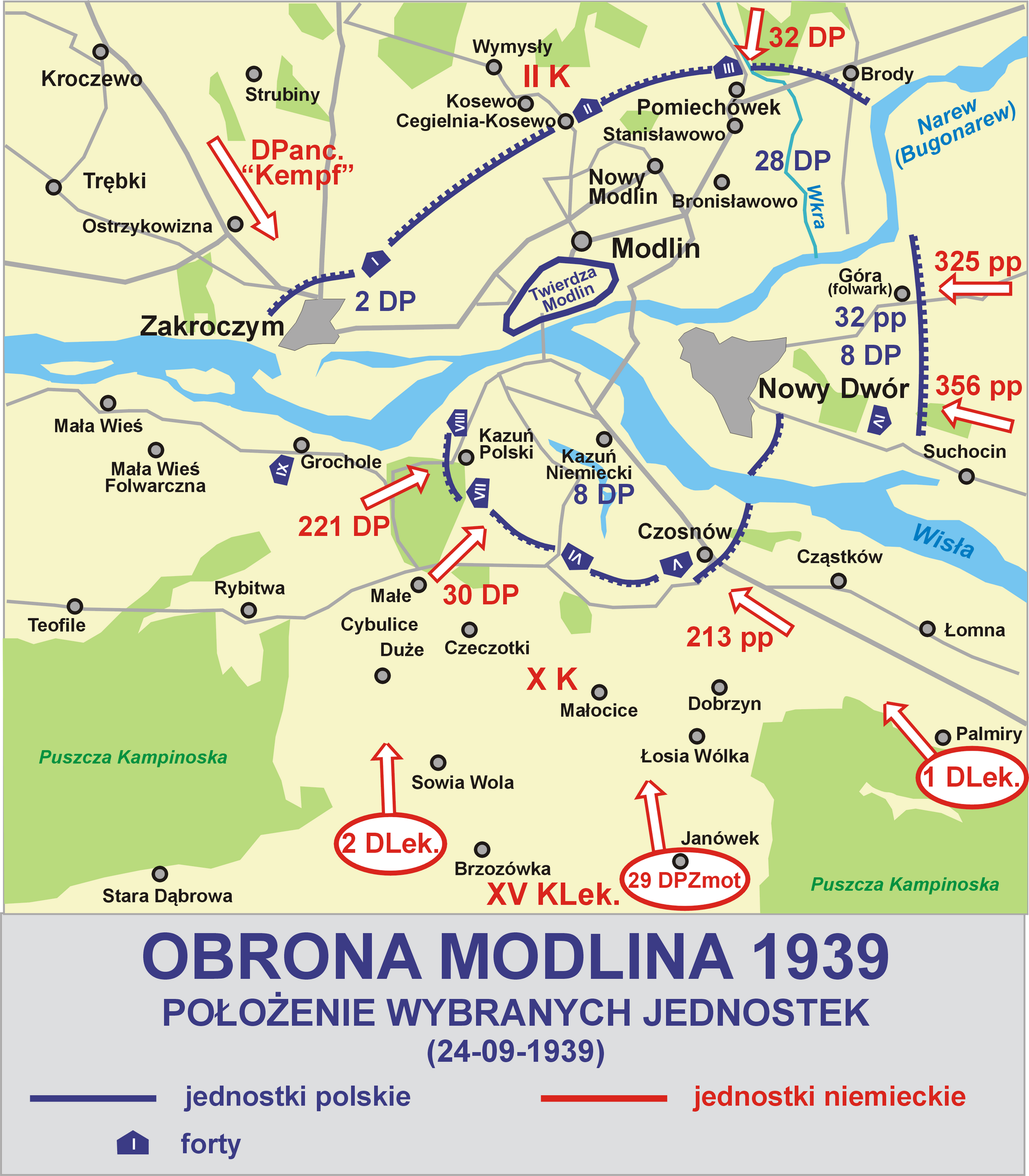
Карта обороны. Положение на 24 сентября

Оборона Модлина (польск. Obrona Modlina) — военная операция во время вторжения Германии в Польшу в начале Второй мировой войны. Крепость оборонялась с 14 до 29 сентября 1939 года, став одним из последних польских соединений, сохранивших боеспособность.
Устаревшая крепость Модлин входила в оборонительную систему Варшавы и прикрывала столицу с севера. В конце первой недели немецкого вторжения в Польшу крепость Модлин стала убежищем и последним оплотом польских армий, отступавших к Варшаве с северного и западного фронтов. Польская армия «Модлин» (2 пехотные дивизии и 2 кавалерийские бригады) под командованием генерала Эмиля Круковича-Пшедзимирского, защищавшая северную границу Польши, 7 сентября отошла в крепость под давлением 3-й немецкой армии (7 пехотных дивизий), наступавшей из Восточной Пруссии. 13 сентября в Модлин прорвались остатки армии «Лодзь» генерала Юлиуша Роммеля, которым прорывом 8 сентября немецкой 10-й армии был перерезан путь отступления на Варшаву, и им пришлось повернуть на север. 
Общая численность гарнизона крепости Модлин насчитывала на тот момент примерно 15-20 тысяч человек (в конечном итоге достигнув примерно 40 000), примерно 96 орудий и 7 танкеток ТК-3. Их задача заключалась в следующем: обороняться с юга на рубеже Цибулице Мале — Беляны — Дембина и с востока на рубеже Божа Воля — усадьба Гура, с размещением подразделений наблюдения на южной окраине Кампиносской пущи.
13 сентября крепость была полностью осаждена и отрезана от Варшавы. 16 сентября командующий 2-м немецким армейским корпусом приказал 228-й пехотной дивизии начать 18 сентября атаку на крепость Модлин. 17 сентября гарнизон крепости выдержал в течение дня мощную авиационную бомбардировку (более 100 немецких самолетов). В ночь с 17 на 18 сентября к силам 2-го немецкого армейского корпуса присоединилась танковая дивизия «Кемпф», занявшая позиции на северо-западе.
Утром 18 сентября после артиллерийского обстрела и налёта авиации на мосты через реки Буго-Нарев и Висла началась атака 228-й немецкой дивизии на Новы-Двур-Мазовецки. Однако она была отбита защитниками. Затем в течение недели немцы усиливали свои войска вокруг осаждённого укрепрайона и довели численность своих войск до семи дивизий. Все время Модлин подвергался артиллерийскому обстрелу и бомбёжкам с воздуха. На счету польской ПВО крепости было больше сбитых самолетов, чем было потеряно люфтваффе за оставшуюся часть кампании.
26 сентября части 2-го армейского корпуса при поддержке артиллерийского огня осуществили разведку боем на внутреннее кольцо фортов, но она рухнула под огнем польской обороны. 27 сентября 2-й армейский корпус, усиленный дополнительной артиллерией, вновь атаковал крепость во взаимодействии с 213-й и 221-й пехотными дивизиями 10-го армейского корпуса с юга, но безуспешно.
Утром 28 сентября произошло прекращение огня. Утром 29 сентября генерал В. Томме подписал капитуляцию по дороге на Яблонну в районе Сухоцина. На тот момент гарнизон Модлина насчитывал примерно 35 000 человек, в госпиталях находилось около 4 тысяч раненых. При обороне крепости погибло около 1300 солдат.